# Bohoyo
Bohoyo – gmina w Hiszpanii, w prowincji Ávila, w Kastylii i León, o powierzchni 73,87 km². W 2011 roku gmina liczyła 328 mieszkańców.